# DDR-Fußball-Bezirksliga 1965/66
Die DDR-Bezirksliga wurde mit der Saison 1965/66 zum 14. Mal ausgetragen und war die höchste Spielklasse eines Bezirks sowie die dritthöchste im Ligasystem auf dem Gebiet des DFV.
Der Spielbetrieb der 15 Bezirksligen wurde vom jeweiligen Bezirksfachausschuss (BFA) durchgeführt, die in zwölf eingleisigen und drei zweigleisigen Ligen die Bezirksmeister ermittelten.
Nach dieser Spielzeit gab es wie im Vorjahr keine direkten Aufsteiger in die übergeordnete DDR-Liga. Die Bezirksmeister qualifizierten sich für die Aufstiegsrunde zur DDR-Liga, in der dann in drei Gruppen zu je fünf Mannschaften die sechs Aufsteiger ermittelt wurden. Als Zweitplatzierter der Bezirksliga Ost-Berlin, nahm die SG Lichtenberg 47 anstelle der nicht aufstiegsberechtigten Zweitvertretung vom 1. FC Union Berlin an dieser teil. Den Aufstieg schafften aus der Gruppe A Lichtenberg 47 und Motor Stralsund, aus der Gruppe B Lokomotive Halberstadt und Aktivist Böhlen sowie aus der Gruppe C Motor Nordhausen West und Chemie Jena.
Die Betriebssportgemeinschaft (BSG) Motor Eberswalde beendete zum achten Mal als Sieger ihre Bezirksliga, was der BSG Chemie Jena zum sechsten Mal gelang. Neben Eberswalde konnten die BSG Lokomotive Prenzlau und die BSG Motor Nordhausen West ihren Bezirksmeistertitel aus dem Vorjahr erfolgreich verteidigen.

## Bezirksmeister
| Bezirk           | Mannschaft                     |
| ---------------- | ------------------------------ |
| Rostock          | BSG Motor Stralsund            |
| Schwerin         | BSG CM Veritas Wittenberge     |
| Neubrandenburg   | BSG Lokomotive Prenzlau        |
| Potsdam          | BSG Motor Süd Brandenburg      |
| Ost-Berlin       | 1. FC Union Berlin II          |
| Frankfurt (Oder) | BSG Motor Eberswalde           |
| Magdeburg        | BSG Lokomotive Halberstadt     |
| Halle            | BSG Motor Ammendorf            |
| Leipzig          | BSG Aktivist Böhlen            |
| Cottbus          | BSG Aktivist Welzow            |
| Dresden          | TSG Gröditz                    |
| Karl-Marx-Stadt  | BSG Motor West Karl-Marx-Stadt |
| Erfurt           | BSG Motor Nordhausen West      |
| Gera             | BSG Chemie Jena                |
| Suhl             | BSG Kali Werra Tiefenort       |

## Aufstiegsrunde zur DDR-Liga-Saison 1966/67
Sechs Mannschaften aus den 15 Bezirksligen stiegen zur nächsten Saison in die DDR-Liga auf. In drei Gruppen zu je fünf Mannschaften, ermittelten die Bezirksmeister die Aufsteiger. Die beiden Erstplatzierten jeder Gruppe stiegen auf.

### Gruppe A
In der Gruppe A spielten die Meister und Vertreter aus den Bezirken Rostock, Neubrandenburg, Frankfurt (Oder), Cottbus und Ost-Berlin.

Abschlusstabelle
| Pl. | Mannschaft              | Sp. | S | U | N | Tore    | Diff. | Punkte |
| --- | ----------------------- | --- | - | - | - | ------- | ----- | ------ |
| 1.  | SG Lichtenberg 47       | 4   | 3 | 0 | 1 | 012:600 | +6    | 06:20  |
| 2.  | BSG Motor Stralsund     | 4   | 3 | 0 | 1 | 009:300 | +6    | 06:20  |
| 3.  | BSG Motor Eberswalde    | 4   | 2 | 0 | 2 | 005:500 | ±0    | 04:40  |
| 4.  | BSG Lokomotive Prenzlau | 4   | 1 | 0 | 3 | 005:900 | −4    | 02:60  |
| 5.  | BSG Aktivist Welzow     | 4   | 1 | 0 | 3 | 003:110 | −8    | 02:60  |

Kreuztabelle

Die Kreuztabelle stellt die Ergebnisse aller Spiele dieser Aufstiegsrunde dar. Die Heimmannschaft ist in der linken Spalte aufgelistet und die Gastmannschaft in der obersten Reihe.
| Gruppe A 28. Mai 1966 – 26. Juni 1966 | Gruppe A 28. Mai 1966 – 26. Juni 1966 |     |     |     |     |     |
| ------------------------------------- | ------------------------------------- | --- | --- | --- | --- | --- |
| 1.                                    | SG Lichtenberg 47                     |     | –   | –   | 5:2 | 4:1 |
| 2.                                    | BSG Motor Stralsund                   | 2:0 |     | –   | 2:0 | –   |
| 3.                                    | BSG Motor Eberswalde                  | 1:3 | 3:1 |     | –   | –   |
| 4.                                    | BSG Lokomotive Prenzlau               | –   | –   | 0:1 |     | 3:1 |
| 5.                                    | BSG Aktivist Welzow                   | –   | 0:4 | 1:0 | –   |     |

### Gruppe B
In der Gruppe B spielten die Meister aus den Bezirken Schwerin, Potsdam, Magdeburg, Halle und Leipzig.

Abschlusstabelle
| Pl. | Mannschaft                 | Sp. | S | U | N | Tore    | Diff. | Punkte |
| --- | -------------------------- | --- | - | - | - | ------- | ----- | ------ |
| 1.  | BSG Lokomotive Halberstadt | 4   | 4 | 0 | 0 | 012:300 | +9    | 08:0   |
| 2.  | BSG Aktivist Böhlen        | 4   | 3 | 0 | 1 | 006:300 | +3    | 06:20  |
| 3.  | BSG Motor Ammendorf        | 4   | 2 | 0 | 2 | 005:600 | −1    | 04:40  |
| 4.  | BSG Motor Süd Brandenburg  | 4   | 1 | 0 | 3 | 003:600 | −3    | 02:60  |
| 5.  | BSG CM Veritas Wittenberge | 4   | 0 | 0 | 4 | 002:100 | −8    | 0:80   |

Kreuztabelle

Die Kreuztabelle stellt die Ergebnisse aller Spiele dieser Aufstiegsrunde dar. Die Heimmannschaft ist in der linken Spalte aufgelistet und die Gastmannschaft in der obersten Reihe.
| Gruppe B 28. Mai 1966 – 26. Juni 1966 | Gruppe B 28. Mai 1966 – 26. Juni 1966 |     |     |     |     |     |
| ------------------------------------- | ------------------------------------- | --- | --- | --- | --- | --- |
| 1.                                    | BSG Lokomotive Halberstadt            |     | –   | 3:0 | 4:2 | –   |
| 2.                                    | BSG Aktivist Böhlen                   | 1:2 |     | –   | –   | 2:1 |
| 3.                                    | BSG Motor Ammendorf                   | –   | 0:2 |     | 1:0 | –   |
| 4.                                    | BSG Motor Süd Brandenburg             | –   | 0:1 | –   |     | 1:0 |
| 5.                                    | BSG CM Veritas Wittenberge            | 0:3 | –   | 1:4 | –   |     |

### Gruppe C
In der Gruppe C spielten die Meister aus den Bezirken Dresden, Karl-Marx-Stadt, Erfurt, Gera und Suhl.

Abschlusstabelle
| Pl. | Mannschaft                     | Sp. | S | U | N | Tore    | Diff. | Punkte |
| --- | ------------------------------ | --- | - | - | - | ------- | ----- | ------ |
| 1.  | BSG Motor Nordhausen West      | 4   | 2 | 2 | 0 | 007:300 | +4    | 06:20  |
| 2.  | BSG Chemie Jena                | 4   | 1 | 3 | 0 | 003:200 | +1    | 05:30  |
| 3.  | BSG Motor West Karl-Marx-Stadt | 4   | 1 | 2 | 1 | 008:700 | +1    | 04:40  |
| 4.  | TSG Gröditz                    | 4   | 1 | 1 | 2 | 005:800 | −3    | 03:50  |
| 5.  | BSG Kali Werra Tiefenort       | 4   | 1 | 0 | 3 | 006:900 | −3    | 02:60  |

Kreuztabelle

Die Kreuztabelle stellt die Ergebnisse aller Spiele dieser Aufstiegsrunde dar. Die Heimmannschaft ist in der linken Spalte aufgelistet und die Gastmannschaft in der obersten Reihe.
| Gruppe C 28. Mai 1966 – 26. Juni 1966 | Gruppe C 28. Mai 1966 – 26. Juni 1966 |     |     |     |     |     |
| ------------------------------------- | ------------------------------------- | --- | --- | --- | --- | --- |
| 1.                                    | BSG Motor Nordhausen West             |     | 1:1 | –   | 2:0 | –   |
| 2.                                    | BSG Chemie Jena                       | –   |     | 1:1 | –   | 1:0 |
| 3.                                    | BSG Motor West Karl-Marx-Stadt        | 1:1 | –   |     | –   | 5:0 |
| 4.                                    | TSG Gröditz                           | –   | 0:0 | 5:1 |     | –   |
| 5.                                    | BSG Kali Werra Tiefenort              | 1:3 | –   | –   | 5:0 |     |